# 5542 Moffatt
5542 Moffatt este un asteroid din centura principală de asteroizi.

## Descriere
5542 Moffatt este un asteroid din centura principală de asteroizi. A fost descoperit pe 6 august 1978 la Bickley de Observatorul din Perth. El prezintă o orbită caracterizată de o semiaxă mare de 2,59 ua, o excentricitate de 0,16 și o înclinație de 15,9° în raport cu ecliptica.